# Melierte Schneckenfliege

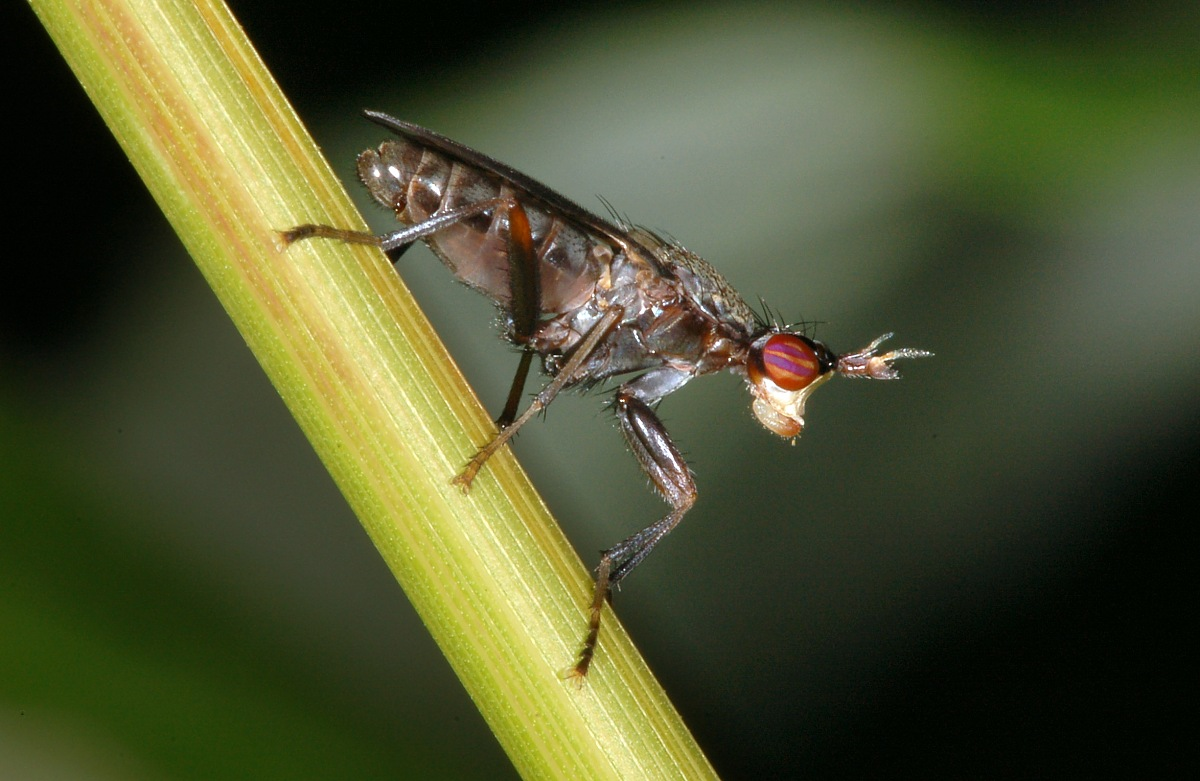
Coremacera marginata

Die Melierte Schneckenfliege (Coremacera marginata) ist eine Fliege aus der Familie der Hornfliegen (Sciomyzidae).

## Merkmale
Die dunkelbraun gefärbten Fliegen erreichen eine Länge von 7–10 mm. Die markanten rotbraunen Facettenaugen besitzen helle Querstreifen. Der Kopf läuft nach vorne hin spitz aus. Als Erkennungsmerkmal der Fliegenart dienen neben den Augen die Flügel. Diese sind dunkelbraun gefärbt und mit zahlreichen weißen Flecken übersät. Ihre oft dunklen Fühler tragen basal einen orangen Ring.

## Verbreitung und Lebensraum
Die Art ist in weiten Teilen Europas sowie im Nahen Osten vertreten. Den typischen Lebensraum bilden Waldränder, Lichtungen und Wiesen.

## Lebensweise
Die Flugzeit der Melierten Schneckenfliegen dauert von Juni bis Oktober. Die Imagines saugen Nektar an verschiedenen Blütenpflanzen. Die Weibchen legen ihre Eier an Schneckenhäusern oder direkt auf Nacktschnecken ab. Nach dem Schlüpfen entwickeln sich die Maden parasitisch in den entsprechenden Schnecken. 
Gezüchtet erlangen Melierte Schneckenfliegen eine gewisse Bedeutung bei der biologischen Schädlingsbekämpfung von Schneckenplagen.